# Louis Rafael I. Sako
Louis Rafael I. Sako (arapski: ܠܘܝܣ ܪܘܦܐܝܠ ܩܕܡܝܐ ܣܟܘ; Zakho, 4. srpnja 1948.), katolički biskup i patrijarh Kaldejske katoličke Crkve.

## Životopis
Louis Rafael I. Sako rodio se 4. srpnja 1948. godine u iračkom gradu Zakho. U tom gradu djeluju kršćani koji pripadaju Kaldejskoj katoličkoj Crkvi koja djeluje od 5. stoljeća poslije Krista. Zalagao se da se uvede vjeronauk u škole i to za vrijeme svoje svećeničke službe. Zatražio je da se vidi s iračkim predsjednikom Saddamom Husseinom. Saddam Hussein je odbio njegov zahtijev, ali mu je država dala nastavničku licencu da ga poučava u crkvi. Papa Benedikt XVI. je dana 1. veljače 2013. godine dao dokument ecclesiastica communio (lat. Crkveno zajedništvo) u kojem ga je proglasio novim patrijarhom Kaldejske katoličke Crkve. Louis Rafael I. Sako ima jako visoko obrazovanje i govori šest jezika: sirijski, engleski, arapski, njemački, francuski i talijanski. 
Zaređen je 1. lipnja 1974. godine za svećenika Mousluske nabiskupije, a 27. rujna 2003. godine posvećen za nadbiskupa Kirkuma, ali to je još odlučeno na Biskupskoj sinodi 24. listopada 2002. godine, a u službu je uveden 14. studenoga 2003. godine. Nakon što je dotadašnji patrijarh Kaldejske katoličke Crkve Emanuel III. Delly otišao u zasluženu mirovinu te 2014. preminuo u SAD-u, odlučeno je da će njegovo mjesto zauzeti Louis Rafael I. Sako 31. siječnja 2013. godine, a odmah sljedeći dan je papa Benedikt XVI. poslao dokument ecclesiastica communio u kojem ga potvrđuje za novog biskupa katolika u Iraku, a istog dana preuzeo je službu patrijarha Kaldejske katoličke Crkve. Papa Franjo ga je na Biskupskoj sinodi 14. listopada 2015. godine imenovao jednim od triju članova toga tijela.

## Vanjske poveznice
- Katolička hijerahija (eng.)